# 양념게장
양념게장(---醬)은 한국의 게 요리이다. 고춧가루를 넣은 매콤한 양념에 버무린 게장으로, 조선 시대에도 먹었던 전통 한국 요리인 간장게장과 달리 한국 전쟁 이후에 만들어진 대한민국 요리이다.

## 같이 보기
- 간장게장